# Caribe
O Caribe (português brasileiro e português europeu), também chamado Caraíbas (apenas em português europeu) e América Caribenha, é uma região do continente americano formada pelo Mar do Caribe, suas ilhas e Estados insulares. Também é chamado de Antilhas ou Índias Ocidentais, nome originado pela crença inicial europeia de que o continente americano fosse a Índia (o termo "ocidentais" foi, posteriormente, adicionado para distingui-las da região da Índia "verdadeira"). Os nascidos nas ilhas do Caribe são denominados caribenhos.
O Caribe está localizado na placa tectónica do mesmo nome — a Placa do Caribe —, que engloba também a parte sul da América Central. Na fronteira desta placa com a Placa Sul-Americana, a leste, junto ao oceano Atlântico, existe uma zona de subducção vulcanicamente ativa, que originou as Pequenas Antilhas.

## Etimologia
"Caribe" e "caraíbas" originaram-se do termo taino caribe (audaz, valente). São uma referência às tribos de línguas caribes que habitavam (e, em alguns casos, ainda habitam) as Pequenas Antilhas, as Guianas e parte do litoral da América Central.

## Geografia

Mapa da região das Caraíbas (Caribe)

### Oceanografia
O mar das Caraíbas possui em média uma salinidade de 35 a 36 partes por mil e uma temperatura que varia entre os 27 a 28 °C na superfície e os 4 °C no fundo.
O mar é principalmente alimentado pelas águas do Oceano Atlântico que atravessam os passos a oriente e são transportadas até ao golfo do México, através do Canal do Iucatão. As águas doces provenientes dos rios Orinoco e Amazonas contribuem com cerca de 15 a 20% da água superficial do mar.

### Hidrografia
O maior rio que desemboca na bacia hidrográfica do mar das Caraíbas é o Magdalena, que atravessa a Colômbia desde o Maciço Colombiano por cerca de 1 540 km. Por sua vez, o Magdalena recebe o caudal de outros rios como o Cauca e o Cesar.
Outros rios que desembocam nas Caraíbas são: Unare, Tocuyo, Catatumbo e Chama na Venezuela; Ranchería, Sinú e Atrato, na Colômbia; San San, Chagres (Canal do Panamá) e Changuinola, no Panamá; Grande, Prinzapolca e Huahua na Nicarágua; San Juan na fronteira entre a Nicarágua e a Costa Rica, que liga o Lago Cocibolca às Caraíbas; Segovia, na fronteira entre as Honduras e a Nicarágua; Patuca, Sico, Aguán e Ulua nas Honduras; Motágua na Guatemala; rio Belize no Belize; o rio Hondo no México; Cauto em Cuba; Yaque del Sur, Ozama e Macoris na República Dominicana; Negro na Jamaica e Grande de Patillas em Porto Rico. Os estuários que se formam na foz dos rios criam ecossistemas e condições de vida especiais. As condições ecológicas básicas neste meio são: uma salinidade que flutua ao longo do ano, transporte de águas doces, carregadas com matéria orgânica e nutrientes, os quais contribuem para a produtividade biológica e também carregadas com sedimentos que turvam o meio, e influência permanente de águas marinhas costeiras que nas Caraíbas são mais claras e menos férteis que as de qualquer estuário.
Também se destaca o Lago de Maracaibo, que se liga às Caraíbas através do golfo da Venezuela, e que, com uma superfície de 13 210 km², é o maior lago da América do Sul e um dos mais antigos da Terra.

### Flora e fauna
A flora do mar das Caraíbas apresenta uma grande biodiversidade. Estima-se que as Caraíbas tenham 13 000 espécies de plantas e que mais de 6 500 destas são endémicas. Algumas das plantas que se podem encontrar são a oliveira que se localiza principalmente na República Dominicana, o caimito que se espalha por toda a região das Caraíbas, o guaiaco (flor nacional da Jamaica), a ceiba (árvore nacional de Porto Rico e Guatemala) e a caoba (árvore nacional de República Dominicana).

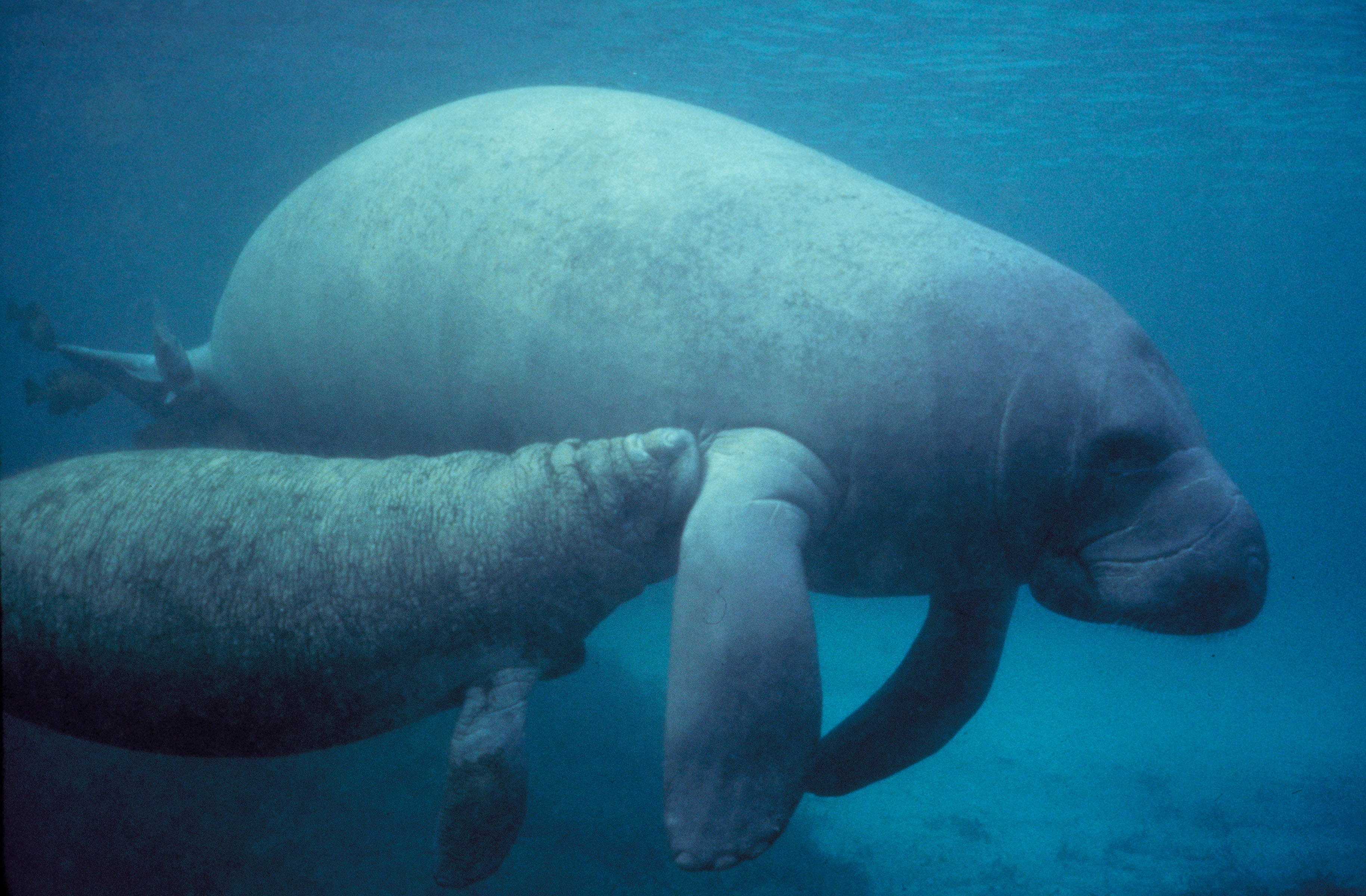
Peixe-boi (manati) com a sua cria

A fauna das Caraíbas é característica do clima subtropical, principalmente influenciada pelas correntes marinhas quentes, sendo 42% das suas espécies endémica. Existem cerca de 450 espécies de peixes entre as quais se pode mencionar a barracuda, a garoupa, a moreia e diversas famílias de caraciformes. Também se contabilizam 600 espécies de aves, sendo 155 endémicas como os todies (espécie endémica e uma das mais antigas das Caraíbas); a maioria das espécies de aves são migratórias como a mariquita-amarela e a garça verde. De acordo com a Birdlife International, em 2006 havia 29 espécies de aves em perigo de extinção em Cuba e duas oficialmente extintas. Espécies de aves como o papagaio-de-porto-rico, a jacutinga e a pomba da espécie Columba inornata wetmorei encontram-se em perigo de extinção.
Existem 500 espécies de répteis nas Caraíbas, das quais 94% são endémicas como a iguana verde e a iguana azul, endémica da ilha Grande Caimão (ambas em perigo de extinção), a iguana de Mona, endémica da Ilha de Mona (Porto Rico), a iguana-rinoceronte própria da República Dominicana, e o crocodilo-americano espalhado pelas ilhas das Caraíbas, América Central e norte da América do Sul (em perigo de extinção), assim como diversas espécies de tartarugas marinhas como a Tartaruga-de-pente.
Existem 170 espécies de anfíbios endémicos nas Caraíbas e de acordo com a informação da avaliação anfíbia global, em 2004 mais de 80% dos anfíbios estavam ameaçados em República Dominicana, Cuba e Jamaica, e 92% no Haiti. Espécies como o coquí dourado encontram-se em grave ameaça de extinção.
Contabilizam-se 90 espécies de mamíferos nas Caraíbas, dentro dos mamíferos nativos podem-se mencionar o golfinho, o manati, o almiqui (endémico das Antilhas) e diversas espécies de morcegos, e a baleia-jubarte como espécie migratória. Outras espécies como a foca-monge-das-caraíbas extinguiram-se durante os últimos séculos devido à ação direta do homem. Nos últimos 1 500 anos extinguiu-se 90% dos mamíferos das Antilhas.

### Ecologia

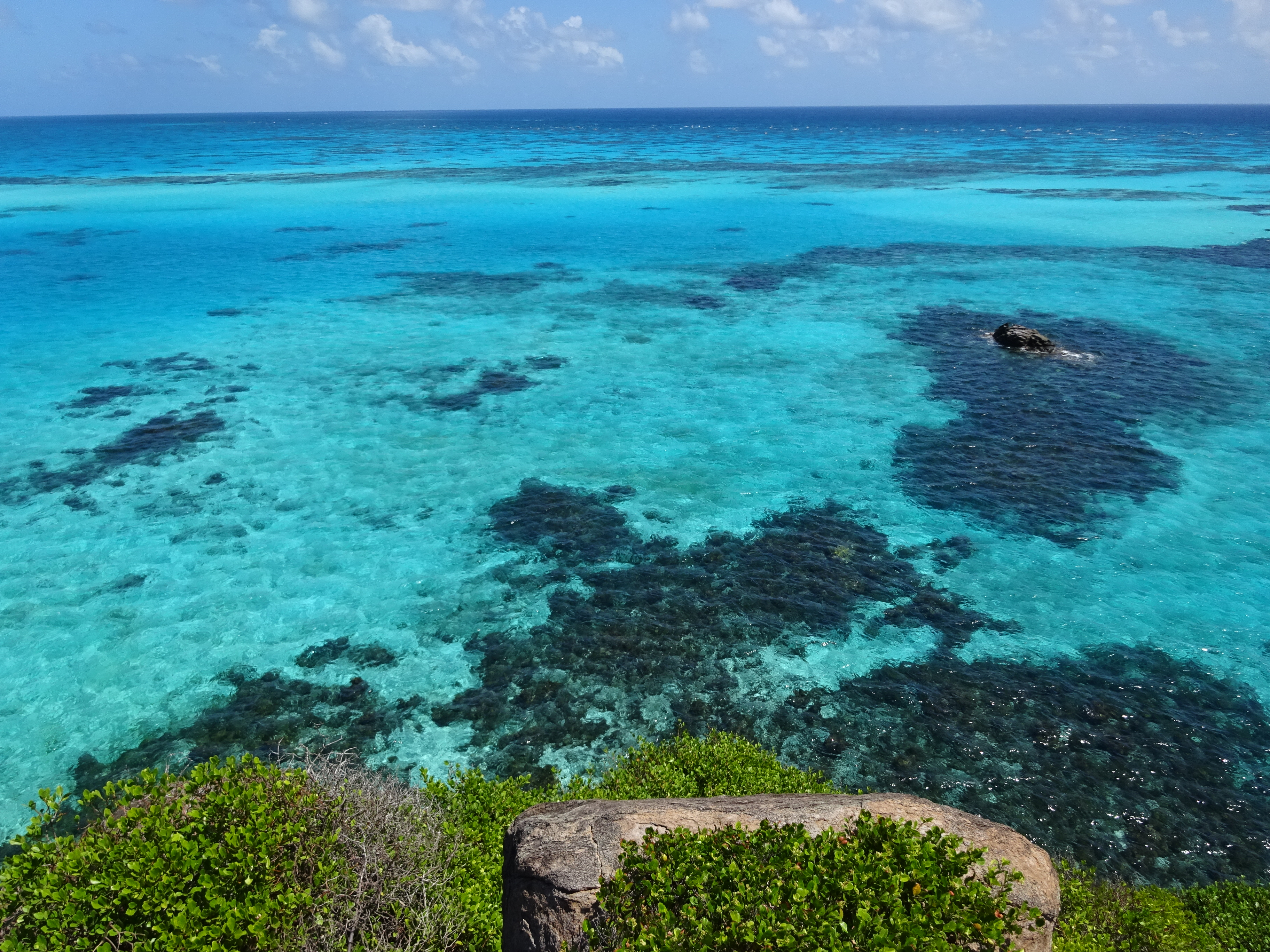
Recifes de coral no arquipélago de Santo André, Providência e Santa Catarina, na Colômbia

Nas Caraíbas, encontra-se cerca de 9% dos recifes de coral do planeta cobrindo cerca de 20 000 milhas quadradas, muitos deles localizados ao largo das ilhas das Caraíbas e da costa da América Central Entre eles destaca-se a Barreira de Coral do Belize, com uma superfície de 96 300 ha, que foi declarada patrimônio da humanidade em 1996, faz parte do Grande Recife Maia (também conhecido como Sistema Arrecifal Mesoamericano), que com mais de mil quilômetros de extensão é o segundo maior do mundo, cobrindo as costas caribenhas do México, Belize, Guatemala e Honduras. Atualmente as correntes de água quente colocam em perigo os recifes de coral das Caraíbas. Os recifes de coral contêm alguns dos mais diversos habitats do mundo, mas são ecossistemas muito frágeis. Quando as águas tropicais superam os 30 °C durante um período prolongado, as zooxantelas morrem. Estas plantas providenciam alimento aos corais e conferem-lhes a sua cor. O branqueamento resultante dos recifes de coral mata-os e danifica o ecossistema. Mais de cerca de 42% das colônias de corais sofreram branqueamento completo, enquanto cerca de 95% estão a sofrer algum tipo de branqueamento.
O habitat mantido pelos recifes é crítico para algumas atividades turísticas como a pesca e o mergulho e providencia rendas econômicas para as nações das Caraíbas de $3,1–4,6 mil milhões de dólares. A contínua destruição dos recifes pode deteriorar a economia da região. Em 1986 entrou em vigor o protocolo da convenção para a proteção e desenvolvimento do ambiente marinho na região das Caraíbas, cujo propósito é proteger a vida marinha que está em perigo através da proibição de atividades humanas que possam incrementar a sua destruição em diversas áreas. Até hoje, este protocolo foi ratificado por 15 nações. Também se formaram algumas organizações para preservar a vida marinha das Caraíbas, como a Corporación para la conservación del Caribe, que procura estudar e proteger as tartarugas marinhas, e educar a população a cuidar delas.
A água descarregada pelo Orinoco durante os meses de chuva gera grandes concentrações de clorofila na zona oriental do mar.

## Territórios atuais

Mapa das fronteiras marítimas entre os países da região das Caraíbas

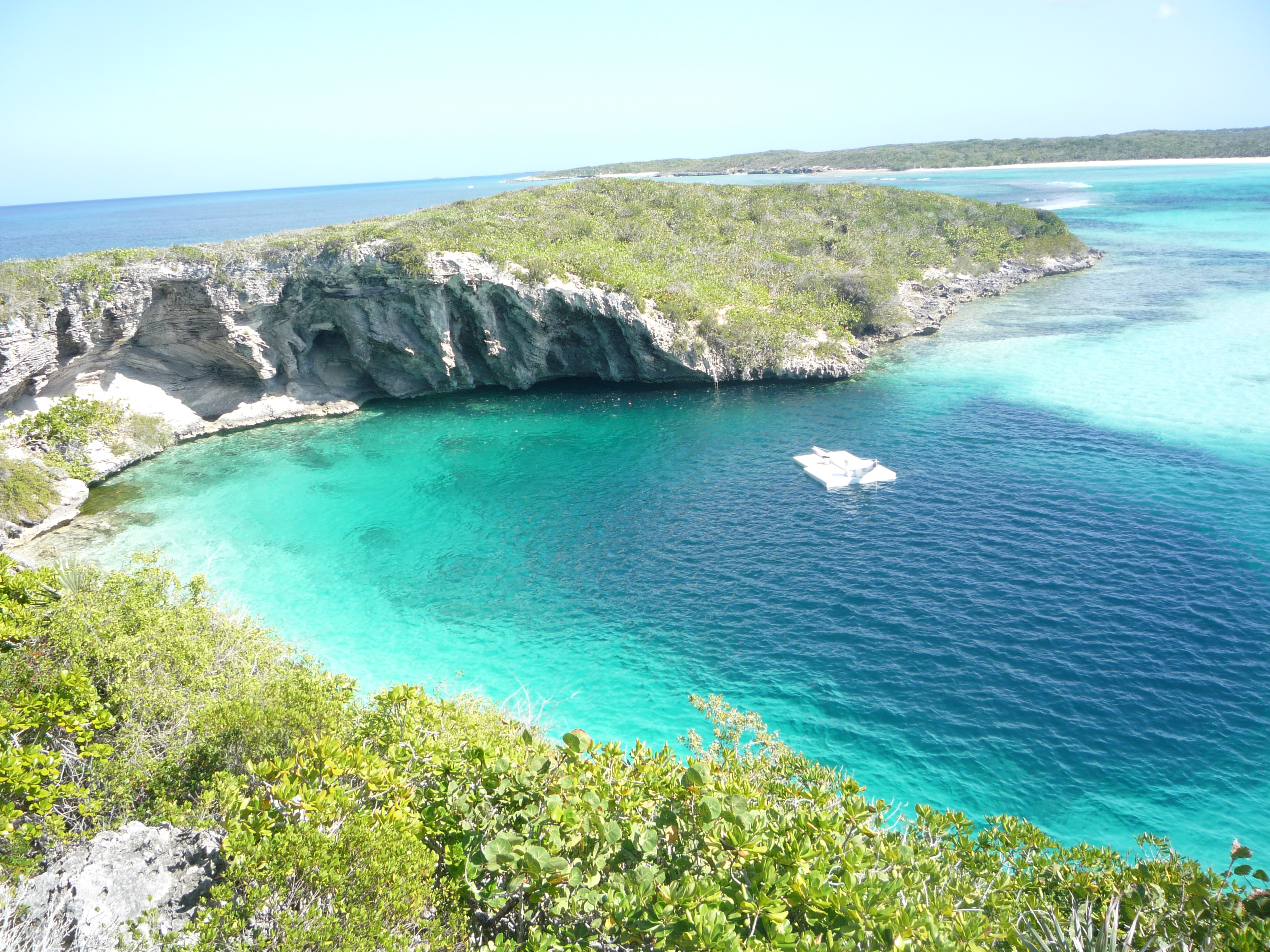
O Buraco Azul de Dean nas Bahamas

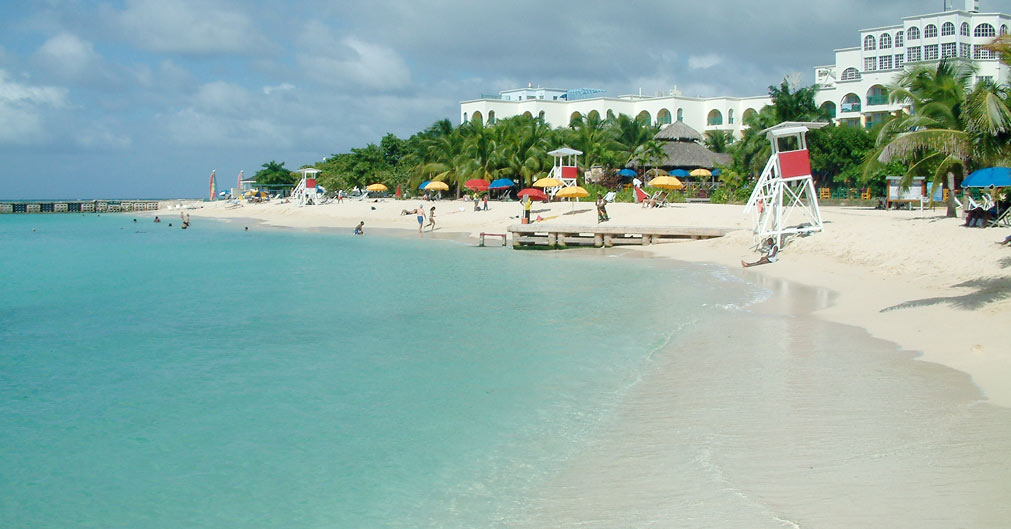
Praia do Doutor Cave na Jamaica

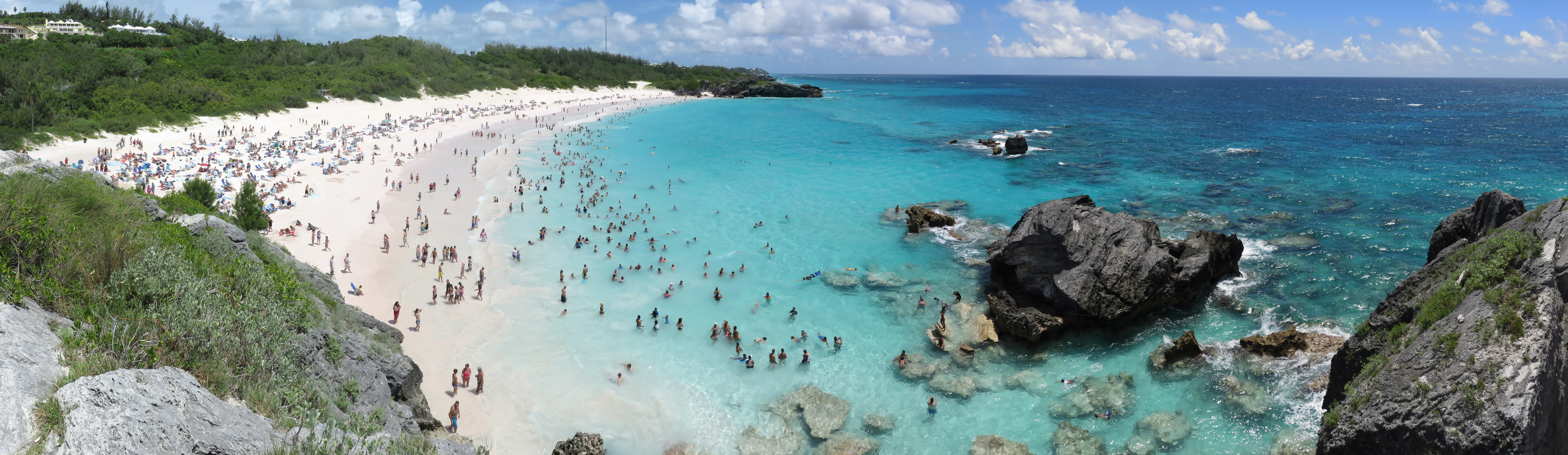
Praia nas ilhas Bermudas

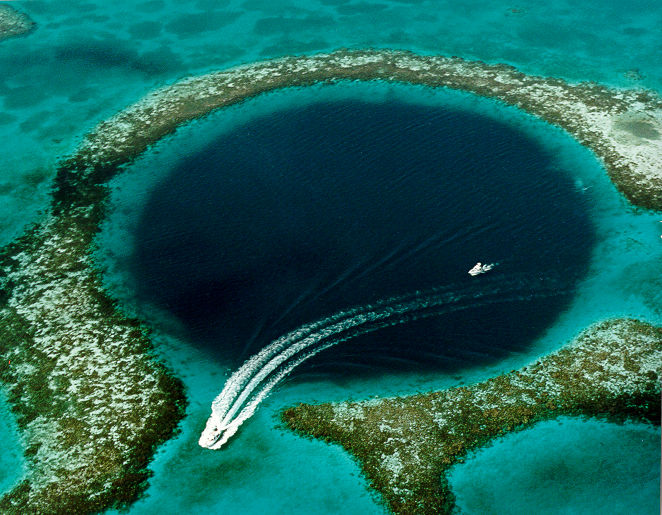
O Grande Buraco Azul, localizado próximo à ilha de Cayo Ambergris, no Belize

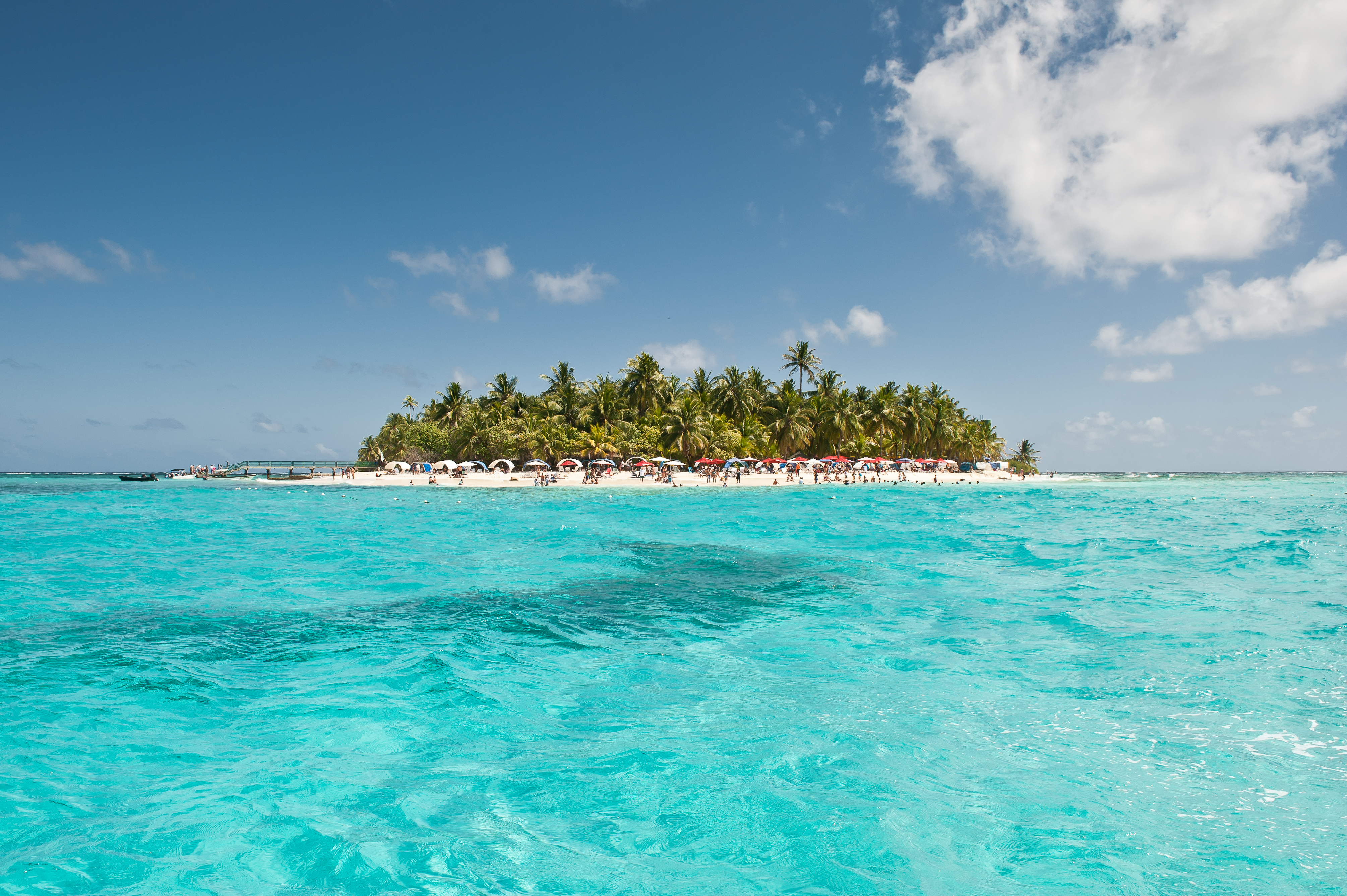
Um popular retrato tropical das Caraíbas: a ilha de San Andrés, na Colômbia

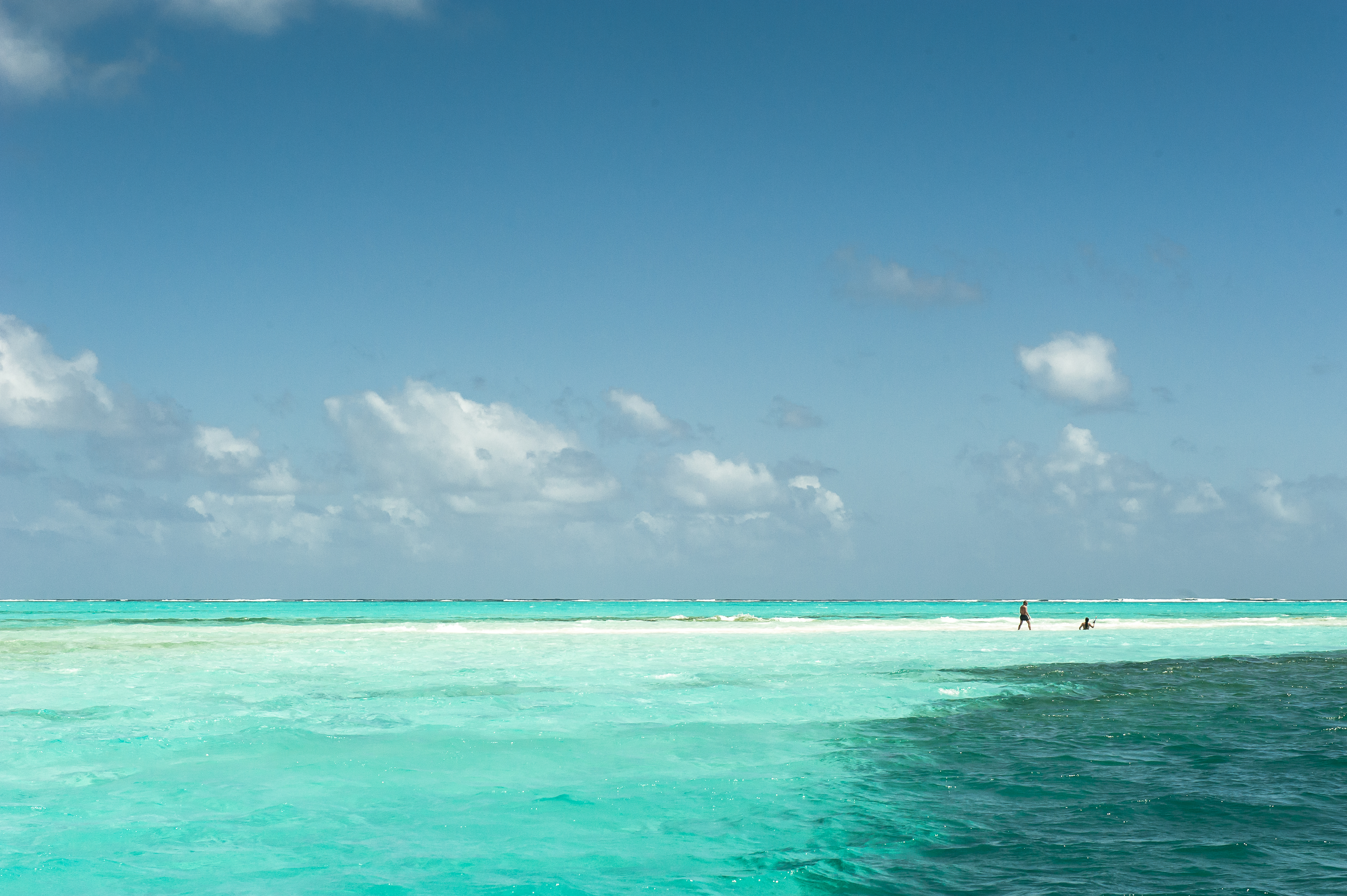
O aquário de San Andrés, na Colômbia

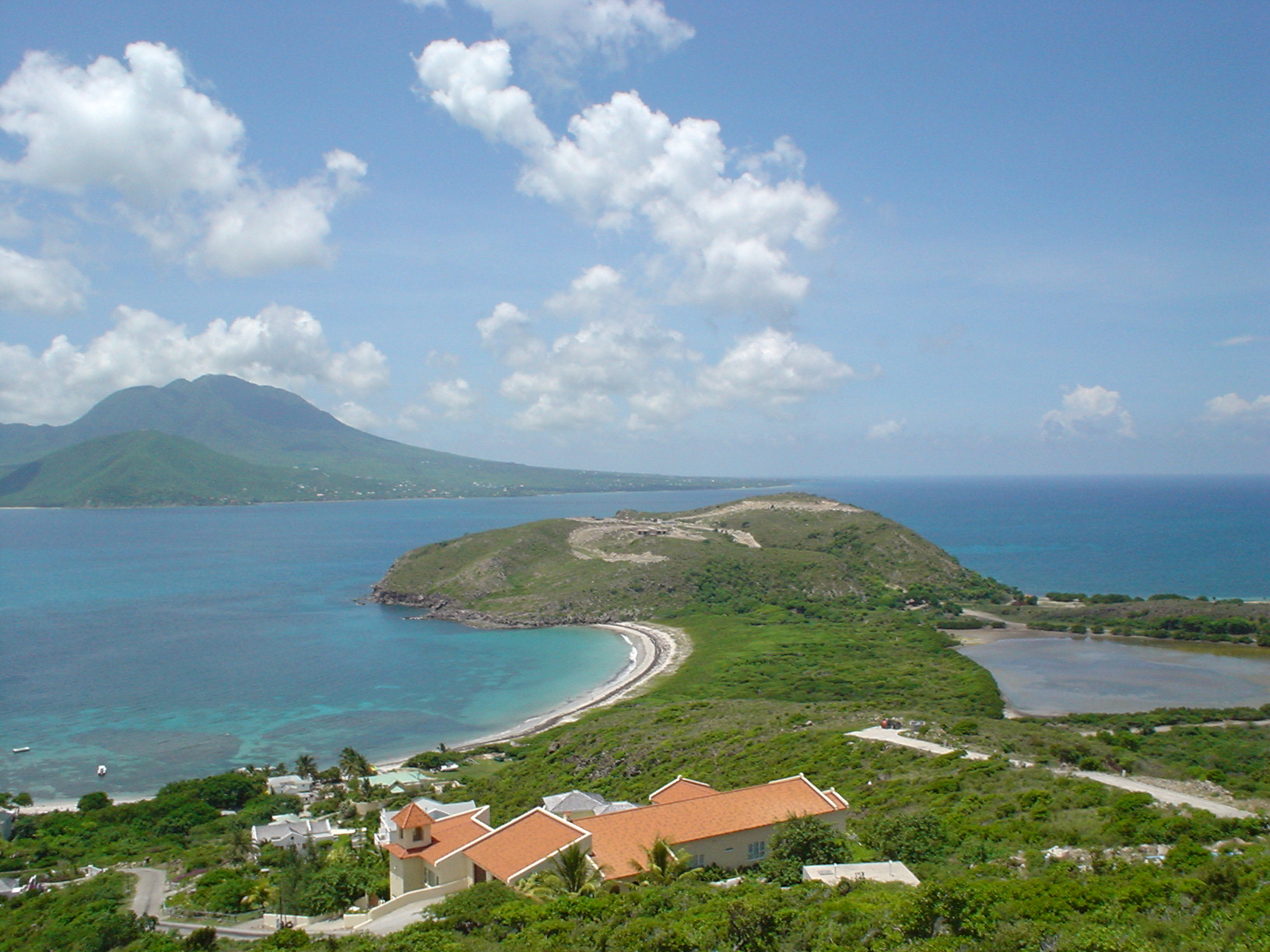
A ilha de Neves vista a partir da península da ilha de São Cristóvão

- Anguila (território ultramarino britânico)
- Antígua e Barbuda
  - Antígua
  - Barbuda
- Aruba (país constituinte do Reino dos Países Baixos)
- Curaçau (país constituinte do Reino dos Países Baixos)
- Bahamas
  - Andros
  - Ilha Cat
  - Eleuthera
  - Grande Bahama
  - Nova Providência, com a capital Nassau
- Barbados
- Bermudas (território ultramarino britânico)
- Colômbia
  - Chocó (costa norte), Antioquia, Córdoba, Sucre, Bolívar, Atlántico, Magdalena, La Guajira
  - Departamento de Santo André, Providência e Santa Catarina
- Ilhas Caimão (território ultramarino britânico)
  - Caimão Brac
  - Grande Caimão, com a capital George Town
  - Pequena Caimão
- Cuba
- Dominica
- Ilhas Granadinas (divididas entre Granada e São Vicente e Granadinas)
- Guiana
- Guadalupe (departamento e região ultramarina da França)
  - Ilha de Basse-Terre
  - La Désirade
  - Grande-Terre
  - Maria Galante
  - Ilha de Petite Terre
  - Ilha dos Santos (duas ilhas)
- Granada
- Jamaica
- Martinica (departamento e região ultramarina da França)
- México (não é um país caribenho, mas tem algumas ilhas no Caribe)
  - Ilha de Cancún, parte da cidade de Cancún
  - Ilha das Mulheres, perto de Cancún.
  - Cozumel
- Monserrate (território ultramarino britânico)
- Países Baixos Caribenhos (parte integrante dos Países Baixos, um dos países constituintes do reino com o mesmo nome)
  - Bonaire
  - Saba
  - Santo Eustáquio
- Porto Rico (estado livremente associado aos Estados Unidos)
- Santa Lúcia
- São Bartolomeu (coletividade de França)
- São Cristóvão e Neves
  - São Cristóvão
  - Neves
- Ilha de São Domingos (também "Espanhola" ou "Hispaniola")
  - República Dominicana
  - Haiti
- Ilha de São Martinho
  - São Martinho Francês (coletividade de França)
  - São Martinho Neerlandês (país constituinte do Reino dos Países Baixos)
- São Vicente e Granadinas (divide as ilhas Granadinas com Granada)
  - Bequia
  - Mustique
  - Palm Island
  - São Vicente
  - Young Island
- Suriname
- Trindade e Tobago
  - Tobago
  - Trindade
- Ilhas Turcas e Caicos (território ultramarino britânico)
  - Grande Turca
  - Providenciales
- Venezuela
- Ilhas Virgens
  - Ilhas Virgens Americanas (território dos Estados Unidos)
  - Ilhas Virgens Britânicas (território ultramarino britânico)
  - Ilhas Virgens Espanholas (território de Porto Rico)

## Economia

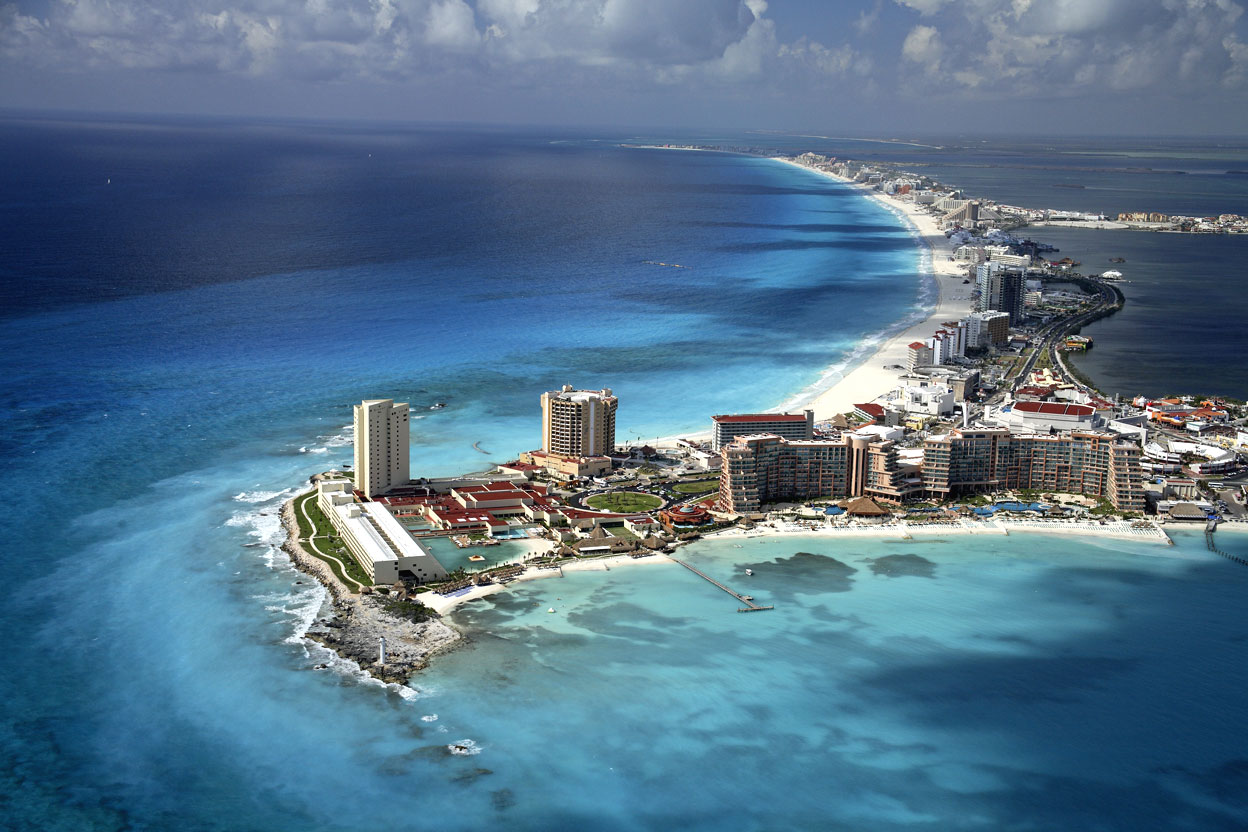
Zona hoteleira de Cancún, no México

A região das Caraíbas sentiu um aumento significativo da actividade humana desde o seu período de colonização. O mar é uma das maiores áreas de produção de óleo do mundo, com aproximadamente 170 milhões de toneladas anuais. Nas Caraíbas venezuelanas encontram-se importantes jazidos de petróleo e gás natural, os quais debitam uma produção de 3 081 milhões de barris diários de petróleo (2005) e de 29,7 mil milhões de metros cúbicos de gás (2003). A área também gera uma extensa indústria pesqueira nos países que a rodeiam, contabilizando meio milhão de toneladas de pescado anual. É grande produtora de cana de açúcar com uma produção anual de cerca de 30 milhões de toneladas em 2005, o que representa aproximadamente cerca de 2% da produção mundial.
A actividade humana na área também provoca um significativo aumento da poluição: as estimativas da Organização Pan-Americana da Saúde de 1993 informam que apenas cerca de 10% dos resíduos da América Central e das ilhas das Caraíbas são adequadamente tratados.

### Turismo
O mar das Caraíbas é uma das mecas do turismo internacional. A Organização do Turismo das Caraíbas estima que cerca de 12 milhões de turistas visitam a região durante todo o ano. As Caraíbas são um dos principais destinos dos cruzeiros no mundo. A Organização do Turismo das Caraíbas estimou também que entre 1991 e 1992 receberam-se 8 milhões de turistas que viajaram em cruzeiros. Entre os sítios preferidos pelos visitantes e turistas, encontram-se a ilha de Porto Rico, a República Dominicana, Cuba, Jamaica, Aruba, Barbados, as Ilhas Virgens, São Martinho, Costa Rica, Trindade ou Margarita na Venezuela; as cidades de Cancún, Playa del Carmen e Cozumel, na Riviera Maia; Majahual, Xcalak e rio Huach na rota da Costa Maia do México; Cartagena de Indias, Santo André, Providência e Santa Catarina e Santa Marta na Colômbia; Puerto La Cruz, Barcelona, Ilha de Aves, Los Roques, Punto Fijo, Choroni, Tucacas, Barlovento na Venezuela; Bocas del Toro, Colón, Kuna Yala e o Canal do Panamá no Panamá.

## Cultura

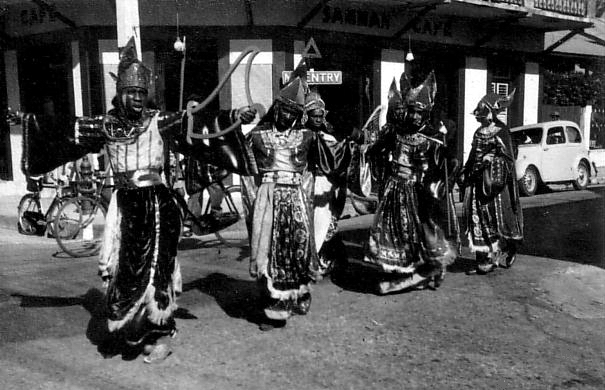
Carnaval de Puerto España (Trinidad y Tobago, 1950)

As Caraíbas são o cenário de inspiração de diversas obras literárias e películas relacionadas com pirataria e fantasia, género onde se destacam autores como Daniel Defoe e Robert Louis Stevenson, entre outros. Entre as películas de ficção caracterizadas geograficamente nas Caraíbas podem-se mencionar a série de filmes Piratas do Caribe e algumas de James Bond. Uma adaptação da primeira série de filmes encontra-se representada num parque da Disneylândia. A vida e costumes dos habitantes das Caraíbas também têm sido representadas em obras literárias com autores como o novelista cubano Alejo Carpentier, o dominicano Juan Bosch, o santaluciano Derek Walcott e o colombiano Gabriel García Márquez, entre outros.
A região das Caraíbas é berço de diversos ritmos musicais como o reggae e o ska provenientes da Jamaica, o merengue e a bachata da República Dominicana; o calipso de Trindade e Tobago; o reggaeton partilha as suas origens entre Porto Rico e Panamá, o son cubano e o son montuno originários de Cuba; a cúmbia, o porro e o vallenato da costa das Caraíbas colombianas, entre outros.
Um dos desportos mais populares nas Caraíbas é o baseball, do qual se realiza uma competição regional anual denominada Série do Caribe. Também se destacam o críquete nas Antilhas de fala inglesa e, mais recentemente, o futebol com todas as suas associações filiadas na CONCACAF. Por outro lado, o evento multidesportivo regional que reúne os representantes das Caraíbas são os Jogos Centro-americanos e do Caribe, que são celebrados a cada quatro anos desde 1926, sendo a competência multi-desportiva regional mais antiga vigente na actualidade.
Na área do mar das Caraíbas fala-se uma grande variedade de idiomas devido à diversidade de origens da sua cultura, entre de maior destaque podem-se mencionar espanhol (México, Cuba, República Dominicana, Porto Rico e costas da América Central e do Sul — incluindo arquipélagos dos ditos países), inglês (Jamaica — patois), Ilhas Virgens, Baamas, Antígua e Barbuda, Dominica, Granada, São Cristóvão e Neves, São Vicente e Granadinas, Santa Lúcia, Trindade e Tobago, Barbados, Ilhas Caimão, Anguila, Bermudas, Ilhas Turcas e Caicos, Monserrate), o crioulo sanandresano nas ilhas de Santo André, Providência e Santa Catarina na Colômbia, francês (Haiti (crioulo), Guadalupe, Martinica, São Martinho, São Bartolomeu), neerlandês (Bonaire (papiamento), Curaçau (papiamento), Saba, Santo Eustáquio, São Martinho e Aruba). A religião predominante é a católica (República Dominicana, Porto Rico, Jamaica, Antígua e Barbuda, Santa Lúcia, Ilhas Caimão, Dominica, Aruba, Curaçau, Países Baixos Caribenhos, costas da América Central e do Sul), apesar de, nalgumas ilhas, se praticar o protestantismo (Barbados), o hinduísmo (uma das mais representativas em Trindade e Tobago), o anglicanismo (Monserrate, São Vicente e Granadinas), e noutras pratica-se a santeria (Cuba), o vudu (Haiti) e o rastafarianismo (uma das mais representativas na Jamaica).

### Filosofia
A filosofia no Caribe, ou afro-caribenha, é parte de uma ampla tradição íntelectual caribenha, que remonta à influências formativas tanto Europeias quanto Africanas, e assume uma forma distintiva na segunda metade do século XIX. Essa filosofia tem se caracterizado por uma abordagem predominantemente poética e histórica à realidade social, por sua busca de reconstruir suas raízes africanas e pela engajamento na elaboração de projetos políticos alternativos. Assim, a filosofia no Caribe tem se desenvolvido prioritariamente nos campos da filosofia social e política.